# ボスニア湾

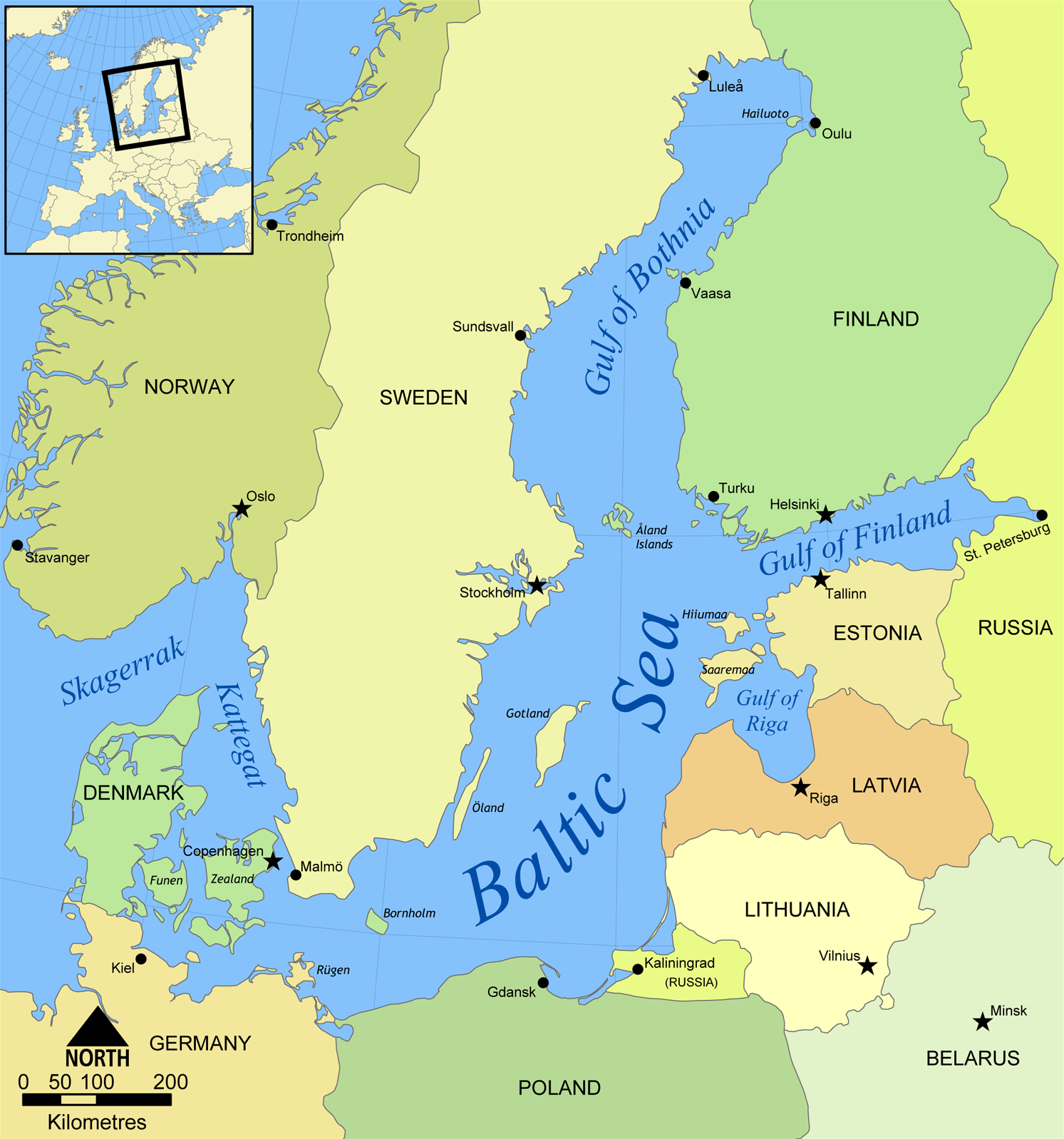
バルト海の図: 北部の湾がボスニア湾

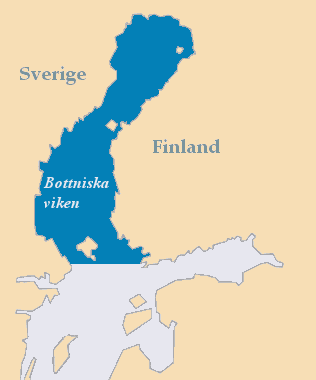
スウェーデンとフィンランドの両国に挟まれたボスニア湾

ボスニア湾（ボスニアわん、スウェーデン語: Bottniska viken, フィンランド語: Pohjanlahti, 英語: Gulf of Bothnia）は、バルト海北部でスウェーデンとフィンランドの間にある湾である。 ほぼ北緯60度より北の部分をさす、10月頃から6月頃までは氷結する。ボスニアの語源は湾を意味するスウェーデン語である。

## 概要
南北に約700km、水深は概ね200m以下と浅い。この湾の南部にはオーランド諸島があり、バルト海との境界となる。また、湾の沿岸には小島嶼が多くなっている。スウェーデン側にルレオ、ウメオ、スンツヴァル、イェヴレ、フィンランド側にトルニオ、オウル、ヴァーサ、ラウマなどの都市がある。ルレオは、スウェーデンのキルナ鉱山などの鉄鉱石の積出港であるが、一年の過半が氷結するため、スカンディナヴィア半島北岸のノルウェー・ナルヴィクの方が積出港となることが多い。
氷河の重みで地殻が沈み込んで出来たボスニア湾奥のルーレオ周辺では、氷期が終わってから地殻が元に戻ろうとして上昇しているアイソスタシー現象のためにすでに250メートルほどの隆起を記録しており、スカンディナビア半島南端近くでは50メートルほどの隆起がある。

## 備考
- 同じヨーロッパに位置する国であるボスニア・ヘルツェゴヴィナのボスニア（Bosnia）とは無関係である。